# Таразнагід
Таразнагід (перс. طرازناهيد) — село в Ірані, у дегестані Таразнагід, в Центральному бахші, шагрестані Саве остану Марказі. За даними перепису 2006 року, його населення становило 2391 особу, що проживали у складі 590 сімей.

## Клімат
Середня річна температура становить 19,01°C, середня максимальна – 38,51°C, а середня мінімальна – -2,53°C. Середня річна кількість опадів – 252 мм.
| Клімат поселення                              | Клімат поселення | Клімат поселення | Клімат поселення | Клімат поселення | Клімат поселення | Клімат поселення | Клімат поселення | Клімат поселення | Клімат поселення | Клімат поселення | Клімат поселення | Клімат поселення | Клімат поселення |
| Показник                                      | Січ.             | Лют.             | Бер.             | Квіт.            | Трав.            | Черв.            | Лип.             | Серп.            | Вер.             | Жовт.            | Лист.            | Груд.            |                  |
| Середній максимум, °C                         | 13,57            | 15,74            | 19,86            | 26,58            | 31,99            | 37,15            | 38,51            | 37,83            | 33,86            | 26,63            | 19,33            | 13,83            |                  |
| Середня температура, °C                       | 5,52             | 7,68             | 11,81            | 18,53            | 23,94            | 29,09            | 32,10            | 31,41            | 27,45            | 20,24            | 12,94            | 7,42             |                  |
| Середній мінімум, °C                          | −2,53            | −0,36            | 3,75             | 10,49            | 15,89            | 21,04            | 25,69            | 25,02            | 21,05            | 13,83            | 6,53             | 1,02             |                  |
| Норма опадів, мм                              | 40               | 36               | 41               | 26               | 18               | 4                | 1                | 1                | 2                | 18               | 27               | 38               |                  |
| Середньомісячна швидкість вітру, м/с          | 1.74             | 2.29             | 2.72             | 3.14             | 3.03             | 2.98             | 3.16             | 2.91             | 2.44             | 2.27             | 1.82             | 1.76             |                  |
| Середньомісячна сонячна радіація, кДж/м²·день | 9378             | 12115            | 14661            | 18282            | 22146            | 26062            | 25461            | 23487            | 20009            | 14830            | 11020            | 8907             |                  |
| --------------------------------------------- | ---------------- | ---------------- | ---------------- | ---------------- | ---------------- | ---------------- | ---------------- | ---------------- | ---------------- | ---------------- | ---------------- | ---------------- | ---------------- |
| Джерело:                                      |                  |                  |                  |                  |                  |                  |                  |                  |                  |                  |                  |                  |                  |